# Huperzia buesii
Huperzia buesii là một loài thực vật có mạch trong Họ Thạch tùng. Loài này được (Herter) B. Øllg. mô tả khoa học đầu tiên năm 1994.